# Goldscheitelsittich
Der Goldscheitelsittich (Aratinga auricapilla) ist eine in Brasilien endemisch lebende Papageienart aus der Gattung der Keilschwanzsittiche (Aratinga).

## Beschreibung
Der Goldscheitelsittich hat eine Körperlänge von 30 cm, die Schwanzlänge beträgt 13–15 cm. Die Oberseite ist überwiegend grün gefärbt. Das Kinn und die Kehle sind gelblich-grün und gehen zum oberen Teil der Brust in ein grünlich-orange über, der Bauch ist rot. An der Stirn, den Zügel und um die Augen ist die Färbung leuchtend rot, der Oberkopf ist gelb. Die Rückenfedern und der obere Bürzel sind variabel rot oder orange umsäumt.
Die großen Oberflügeldecken, die Armschwingen sowie Außenfahnen und Spitzen der Handschwingen sind blau, die Unterflügeldecken orange-rot, die Unterseiten der Flügel grau. Die Unterschwanzdecken des Goldscheitelsittichs sind grün, die oberen Steuerfedern bräunlich mit blauer Spitze. Manchmal sind die Außenfahnen der äußeren Schwanzfedern blau. Die unteren Steuerfedern sind grau.
Sein Schnabel ist schwarzgrau. Er hat graue, unbefiederte Augenringe, die Iris ist gelblich. Die Beine haben eine gräuliche Färbung. Männchen und Weibchen gleichen sich. Bei den Jungvögeln ist das Gelb des Oberkopfes blasser als bei adulten Tieren. Das Rot am Bürzel ist geringer oder fehlt. Die Brust ist grünlicher und weist keine orange Tönung auf. Der rote Bereich am Bauch ist kleiner.

## Verbreitung und Lebensraum

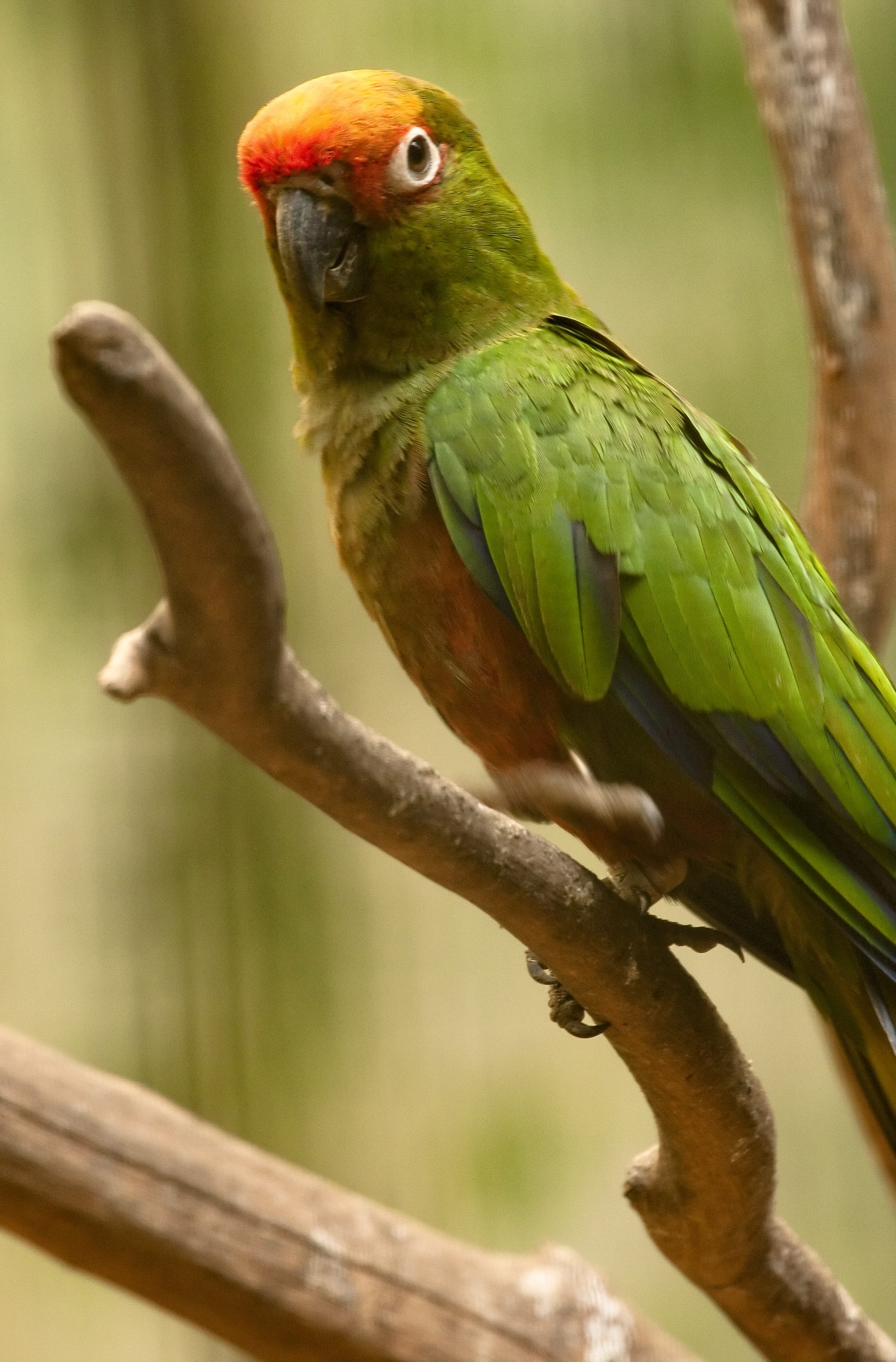
Goldscheitelsittich im Jurong Bird Park in Singapur

Der Goldscheitelsittich ist im Bergland Südostbrasilien verbreitet. In den Bundesstaaten São Paulo und Paraná ist die Art nur in den östlichen Regenwäldern, in Espírito Santo offenbar nicht mehr zu finden. In Rio de Janeiro und Santa Catarina ist sie sehr selten oder ausgestorben. In Goiás, Minas Gerais und Bahia ist sie noch lokal häufig.
Der natürliche Lebensraum des Goldscheitelsittichs ist der feuchte atlantische Küstenwald sowie Übergangswälder im Landesinnern. Er ist weitgehend abhängig von halbimmergrünen Primärwäldern, der Nahrungssuche und dem Brutgeschäft geht er aber auch an Waldrändern, in Sekundärwäldern, landwirtschaftlichen Flächen und sogar in Städten nach. Er kommt in Höhen von bis zu 2180 m vor.

## Lebensweise
Goldscheitelsittiche sind gregäre Tiere und bilden generell Gruppen von 12–20, seltener von bis zu 40 Vögeln. Sie ernähren sich von Sämereien und Früchten sowie von Kulturpflanzen wie Mais, Okra und verschiedenen süßen, weichen Früchte wie Mango, Papaya und Orangen. Die Art galt in einigen Gegenden Brasiliens als Landwirtschaftsschädling, bevor ihr Bestand in diesen Regionen stark zurückging. Über die Fortpflanzung in freier Wildbahn ist nur wenig bekannt, die Brutzeit ist vermutlich November bis Dezember.

## Gefährdung
Die Zerstörung von Lebensräumen sowie das Einfangen für den Handel hatten dieser Art stark zugesetzt, so dass sie als potenziell gefährdet eingestuft wurde. In der roten Liste gefährdeter Arten der International Union for Conservation of Nature and Natural Resources (IUCN) ist die Art inzwischen auf potenziell gefährdet, Vorwarnliste (NT – Near Threatened) zurückgestuft (2008), da die mäßig kleine Population in einigen Bereichen durch den Verlust von Lebensraum zwar zurückgeht, die Art aber mit den Veränderungen ihres Lebensraums relativ gut zurechtzukommen scheint.
Der Goldscheitelsittich ist im Washingtoner Artenschutzübereinkommen (CITES) im Anhang II und in der EG-Verordnung 709/2010 [EG] im Anhang B gelistet und nach dem Bundesnaturschutzgesetz besonders geschützt [BG] (Status::b).

## Unterarten
Es werden zwei Unterarten unterschieden. Tiere aus Südbahia gehören meist Übergangsformen zwischen beiden Unterarten an.
- Aratinga auricapilla auricapilla (Kuhl, 1820) – Nord- und Zentralbahia. Nominatform.
- Aratinga auricapilla aurifrons Spix, 1824, Goldkappensittich – Südliches Goiás und Minas Gerais sowie von Espírito Santo bis Santa Catarina. Die Brust dieser Unterart ist grüner, der orange Farbton der Nominatform ist nicht vorhanden. Die Oberseite ist vollständig grün, die roten Federränder am Rücken und am oberen Bürzel fehlen.[1]